# Ölandsbladet

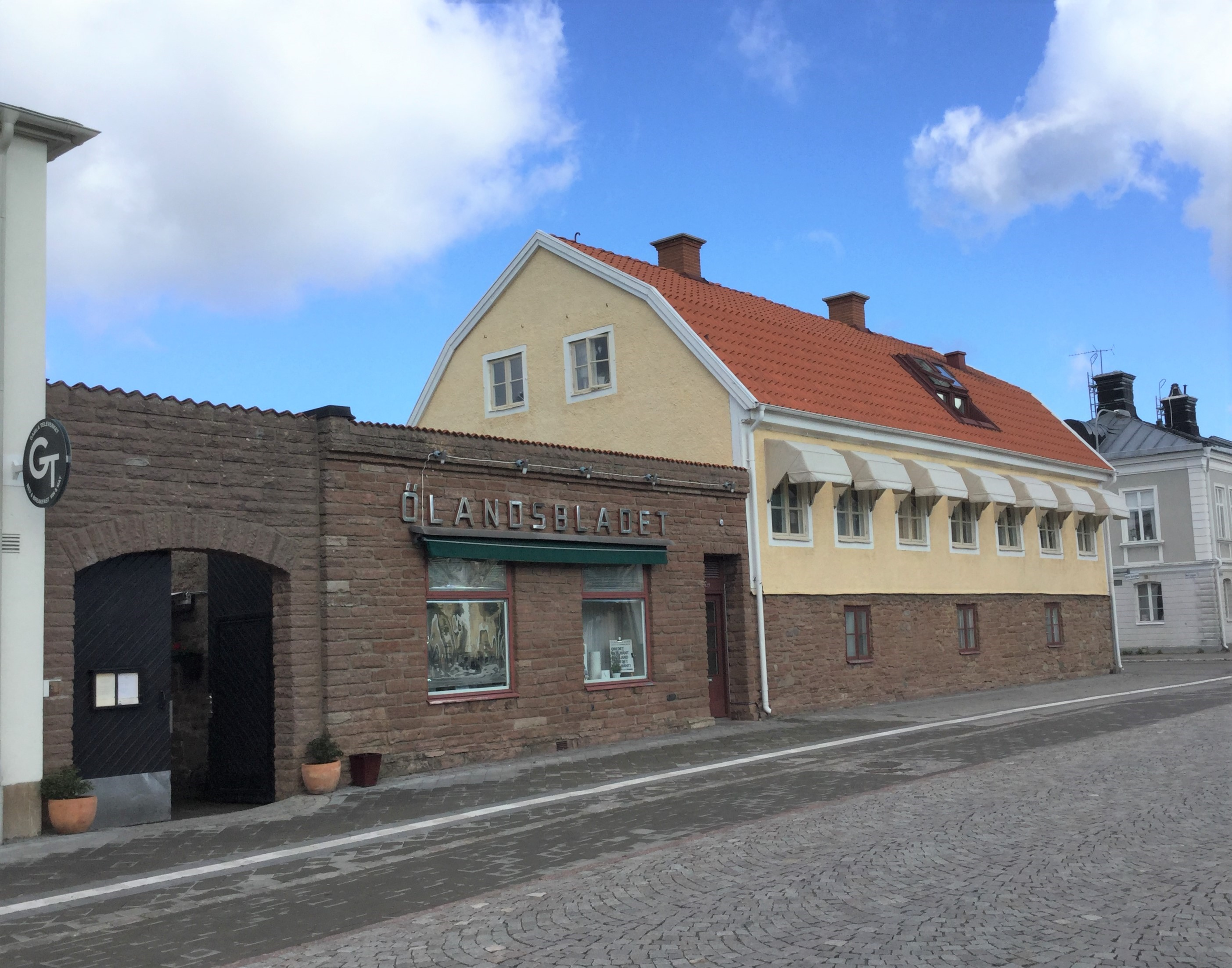
Ölandsbladet, Sitz der Redaktion in Borgholm (2017)

Ölandsbladet ist eine auf der schwedischen Ostseeinsel Öland erscheinende Zeitung.
Die 1867 gegründete Zeitung erscheint dreimal in der Woche (Dienstag, Donnerstag und Samstag) mit einer Auflage von 8.600 Exemplaren in Borgholm in Schwedisch zu einem Preis von 12 Schwedischen Kronen. Im Norden der Insel beziehen 85 % der Haushalte das Ölandsbladet.
Eigentümer der Zeitung ist die Tryckeri AB Öland. Chefredakteur ist Lars-Goran Fält, Herausgeber Kenth Jönsson.
Aufgrund ihres langen kontinuierlichen Bestehens ist die Zeitung eine wichtige Quelle für die öländische Geschichte. Zur Zeitung gehört auch die Sammlung von Fotos des Photographen Carl E. Andersson aus Hulterstad sowie seines Bruders Anton Andersson. Die aus der Zeit von 1900 bis 1930 stammenden Aufnahmen dokumentieren das Leben in dieser Zeit im östlichen Öland. Unter den Fotografien befindet sich auch ein Bild des zwischenzeitlich ausgestorbenen Ölandpferdes.